# بني فلواط (بني دركول)
بني فلواط هي إحدى مشيخات المملكة المغربية، تتبع جغرافيا لإقليم شفشاون وإداريًا لبني دركول. يقدر عدد سكانها بـ 5794 نسمة حسب الإحصاء الرسمي للسكان والسكنى لسنة 2004.